# Calisto smintheus
Calisto smintheus är en fjärilsart som beskrevs av Bates 1935. Calisto smintheus ingår i släktet Calisto och familjen praktfjärilar. Inga underarter finns listade i Catalogue of Life.

## Bildgalleri

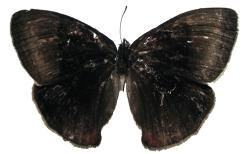
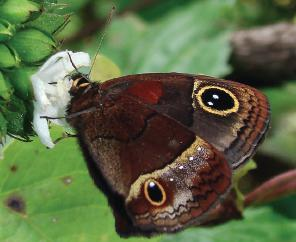
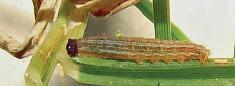
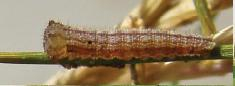
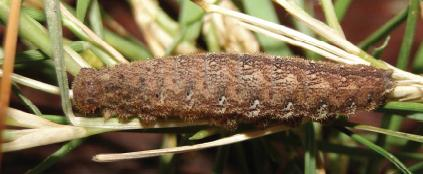
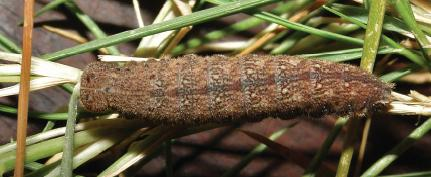